# Stadio Giuba
Lo stadio Giuba è uno stadio multiuso di Giuba, nel Sudan del Sud. Ospita le partite casalinghe della nazionale sudsudanese. Può ospitare 7.000 persone ed è stato inaugurato nel 1962.
Ha ospitato alcuni match della Coppa CECAFA Under-17 del 2009.
È in programma a Giuba la costruzione di un nuovo impianto da 35.000 posti.